# Bazoches-les-Hautes
 Bazoches-les-Hautes  là một xã thuộc tỉnh Eure-et-Loir trong vùng Centre-Val de Loire nước Pháp. Xã này nằm ở khu vực có độ cao trung bình 135 mét trên mực nước biển.